# مکس‌ویل، نیو ساوت ولز
مکس‌ویل (به انگلیسی: Macksville) یک شهرک در استرالیا است که در Nambucca Shire واقع شده‌است.